# Galerija paške čipke
Galerija paške čipke, galerija u gradu Pagu. Nalazi se u središtu grada, u istočnom krilu Kneževog dvora na Trgu Petra Krešimira IV.

## Povijest
Osnivanju prethodi osnivanje Društva paških čipkarica „Frane Budak“. Već na prvom sastanku Društva iznijelo se želju predstaviti čipku u nekom javnom prostoru. Obratili su se gradskim vlastima i dobili su prostor na trgu i tako je otvorena Galerija koja je osnovana 1998. godine. Zamišljena je da se u njoj prezentira stvarateljstvo čipkarica, te da se skupljaju eksponati za Muzej čipkarstva. Skupilo se do 2011. preko stotinu vrijednih izložaka paške čipke. Izložene su stare čipke, novije čipke većih dimenzija, čipka na narodnoj nošnji te fotografije i dokumentacija o čipkarstvu u Pagu. Grad Pag financira ljetna dežurstva u Galeriji te nešto novaca pribave od ministarstva, županije, od ulaznica u galeriju i od rabata na prodanu čipku. Sav se novac ulaže u galeriju. Planira se da galerija preraste u Muzej paške čipke, čija će osnova biti postav Galerije paške čipke koja je u nadležnosti Društva paških čipkarica „Frane Budak“.